# Château de Bourbilly
Le château de Bourbilly est un château du XIVe siècle situé sur la commune de Vic-de-Chassenay, en Côte-d'Or.

## Situation
Situé à une dizaine de kilomètres du village de Semur-en-Auxois dans le département de la Côte-d'Or, le château de Bourbilly est aussi connu sous le nom de « château de madame de Sévigné ».
Campé dans la vallée du Serein, le château est entouré d'un superbe parc dessiné par Alphand, dans un vallon sauvage du Serein vanté par Lamartine.

## Historique
Les terres de Bourbilly font partie du fisc royal sous les Mérovingiens et les Carolingiens, elles dépendent alors d'Époisses, habité par la reine Brunehaut et son petit-fils Thierry. Le fief de Bourbilly est transmis à Robert de France, premier duc capétien de Bourgogne, à partir de 1032. Le 24 juillet 1189, Hugues III échange Époisses — et avec Bourbilly — contre Montbard, que lui abandonnait André de Montbard, petit-neveu de saint Bernard. Le fief revient ensuite au frère de ce dernier, Bernard d'Époisses.
C'est au début du XIIIe siècle que Bourbilly est détaché de la seigneurie d'Époisses, en même temps que Vignes et Chevigny, pour Jean d'Époisses. C'est lui qui fit bâtir une modeste forteresse. En 1270, le fief de Bourbilly fut donné à la fille aînée de Jean d'Époisses, Haramburge, qui épouse Garnier de Traînel. Le fief passe ensuite à sa fille, Alixande de Traînel. Vers 1285, la fille de cette dernière, Agnès de Marigny, recueille sa succession. Bourbilly entre alors dans la famille de son époux, Poincet de Thil. Au début du XIVe siècle, Guillaume de Mello, seigneur d'Époisses, conteste la propriété du domaine de Bourbilly à Guillaume de Thil. Le différend sera tranché par Eudes III de Bourgogne le 22 février 1320, levant l'emprise des seigneurs d'Époisses sur Bourbilly.
En 1333, la seigneurie passe à la famille de Beaujeu par l'intermédiaire de Marie de Thil. En 1353, à la mort d'Édouard de Beaujeu, Bourbilly va à son fils, Antoine, qui mourut sans enfants le 12 août 1374. Ce fut alors à sa sœur, Marguerite de Beaujeu, épouse de Jacques de Piémont, que Bourbilly alla. Dès 1375 elle entreprend de remanier l'édifice pour en faire une demeure de plaisance. Elle fait notamment construire la chapelle, dédiée à sainte Marguerite. Les travaux sont achevés en 1379. Son second fils, Louis de Piémont, hérita de Bourbilly.
Le 4 octobre 1403, Bourbilly est vendu à Pierre de La Trémoille, baron de Dours, conseiller du roi de France Charles VI et chambellan du duc de Bourgogne Philippe le Bon. En 1405, il confia le château à ses neveux ; à partir de 1410, Guy de La Trémoille fut seul propriétaire du fief. Le château passe à son fils, Louis de La Trémoille, comte de Joigny.
En 1448, le domaine passe à Claude de Montaigu, seigneur de Couches, qui laisse le domaine à sa fille naturelle, Jeanne. Cette dernière apporta la terre à son époux, Hugues de Rabutin, en 1467. Demeure des Rabutin, Jeanne de Chantal, qui y mit au monde ses enfants (dont Celse-Bénigne de Rabutin et Françoise de Rabutin-Chantal), et la marquise de Sévigné, sa petite-fille (fille de Celse-Bénigne), séjournèrent à Bourbilly à plusieurs reprises, notamment lors du voyage de noces de cette dernière. Madame de Sévigné transmet le château à sa fille, Françoise de Grignan. Il sort alors de la famille de Rabutin.
À la mort de madame de Grignan en 1704, sa fille, Pauline de Simiane, hérite de Bourbilly, cette dernière vend le domaine à Guy Chartraire de Saint-Agnan le 16 juillet 1719. La famille Chartraire de Saint-Agnan conservera Bourbilly jusqu'en 1795.
Frédéric-Augustin Pomme le racheta, il fit démolir plusieurs parties du château, le transforma et le vendit le 9 juillet 1814 à Antoine-Joseph de Caux, notaire parisien. Les destructions se sont poursuivies, jusqu'à ce que le château connaisse une élégante renaissance à l'époque romantique. Le château passe à sa fille, puis à sa petite-fille, Cécile Belle de Caux, qui épouse Ernest de Franqueville.
Charles de Franqueville, fils de Cécile Belle de Caux et nouveau propriétaire du domaine, entreprit une restauration totale de l'édifice entre 1867 et 1871. La chapelle, en partie détruite par un incendie, a été restaurée en 1952, grâce à une participation collective : de la famille, du sculpteur Yencesse, du médiéviste Surchamp pour la fresque de la Visitation, et du maître verrier Wending pour le vitrail.
Le château a été inscrit provisoirement sur la liste des monuments historiques de 1862. Il ne sera définitivement inscrit sur la liste des monuments historiques de France que par un arrêté du 19 mars 1992.

## Architecture
Le château, réhabilité au Second Empire, a noble allure dans son parc avec ses trois ailes en équerre, cantonnées de tours rondes, et de ses hautes toitures sur lesquelles se dressent de très belles cheminées cylindriques.
À l'intérieur se visite la salle des gardes dotée d'un billard Louis XIII et d'une tapisserie flamande datant du XVIIe siècle. La bibliothèque du château est faite de boiseries néogothiques dans lesquelles figure un portrait de sainte Jeanne de Chantal par Philippe de Champaigne.
Le parc a été agrandi et redessiné par Alphand, sous le contrôle d'Ernest de Franqueville. En 1869, ce dernier, en tant que directeur général des ponts et chaussées, exécute le tracé quotté, les nivellements, les travaux hydrauliques ainsi que les plantations nouvelles. Il a reçu le label Jardin de France.

## Lieu de tournage
En 2015, une équipe de l'émission Secrets d'Histoire a tourné plusieurs séquences au château dans le cadre d'un numéro consacré à Madame de Sévigné, intitulée La marquise de Sévigné, l'esprit du Grand Siècle diffusée le 18 août 2015 sur France 2

## Propriétaires successifs
- 1189 - 1270 : famille de Montbard (alias d'Époisses), seigneurs de Vignes ;
- 1270 - 1285 : famille Traînel (héritage) ;
- 1285 - 1333 : famille de Thil (héritage) ;
- 1375 - 1403 : famille de Beaujeu (héritage) ;
- 1403 - 1448 : famille de La Trémoille (achat) ;
- 1448 - 1467 : famille de Montagu (héritage) ;
- 1467 - 1719 : famille de Rabutin (héritage) ;
- 1696 - 1705 : Françoise de Grignan (héritage) ;
- 1705 - 1719 : Pauline de Simiane (héritage) ;
- 1719 - 1795 : famille Chartraire de Saint-Agnan (achat) ;
- 1795 - 1814 : Frédéric-Augustin Pomme (achat) ;
- 1814 - 1850 : famille de Caux (achat) ;
- 1850 - 1919 : Charles de Franqueville (héritage) ;
- XXe siècle : famille Darcy (héritage) ;
- XXIe siècle : famille de Crépy.

## Galerie

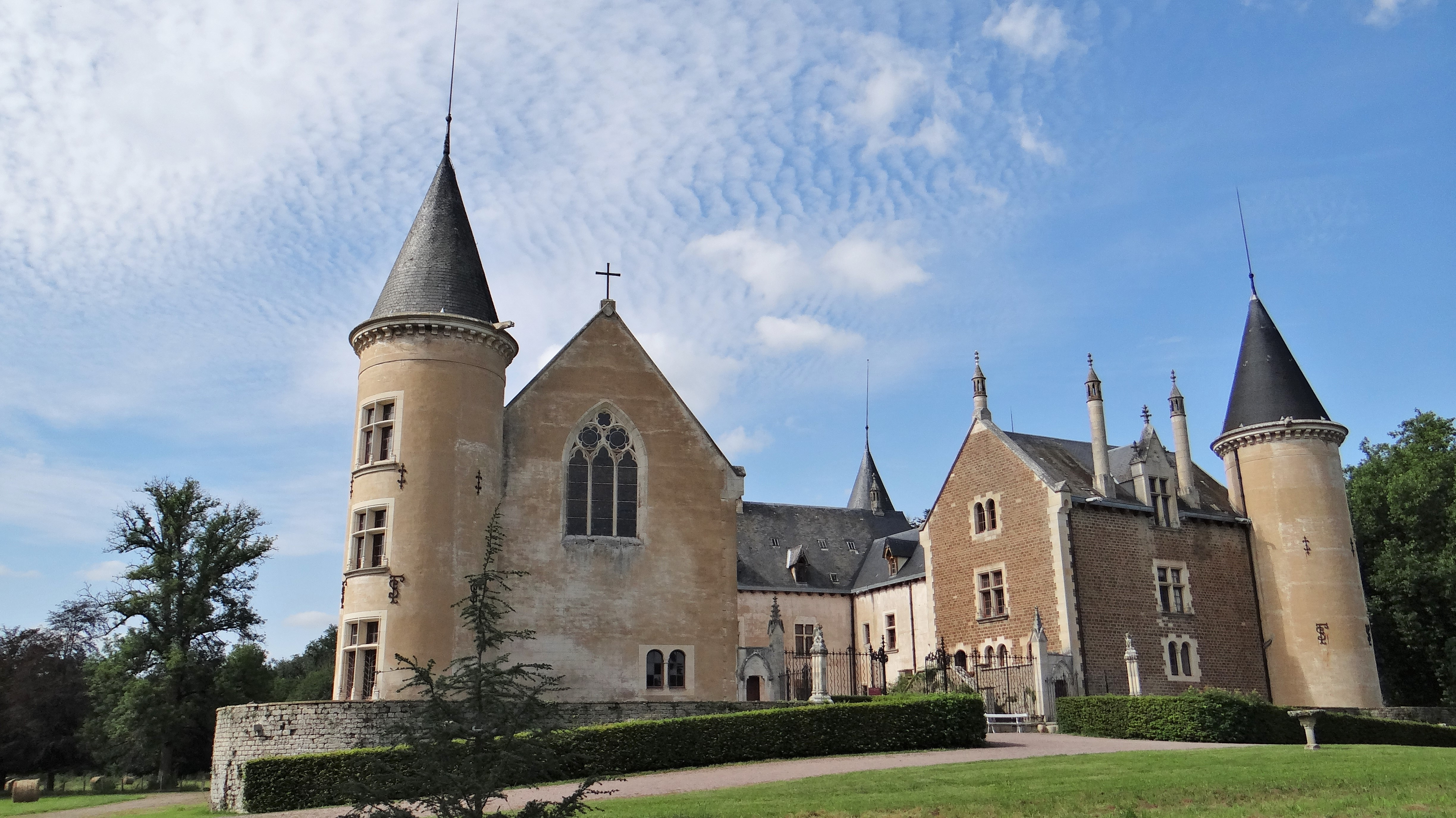
Vue de l'entrée principale.
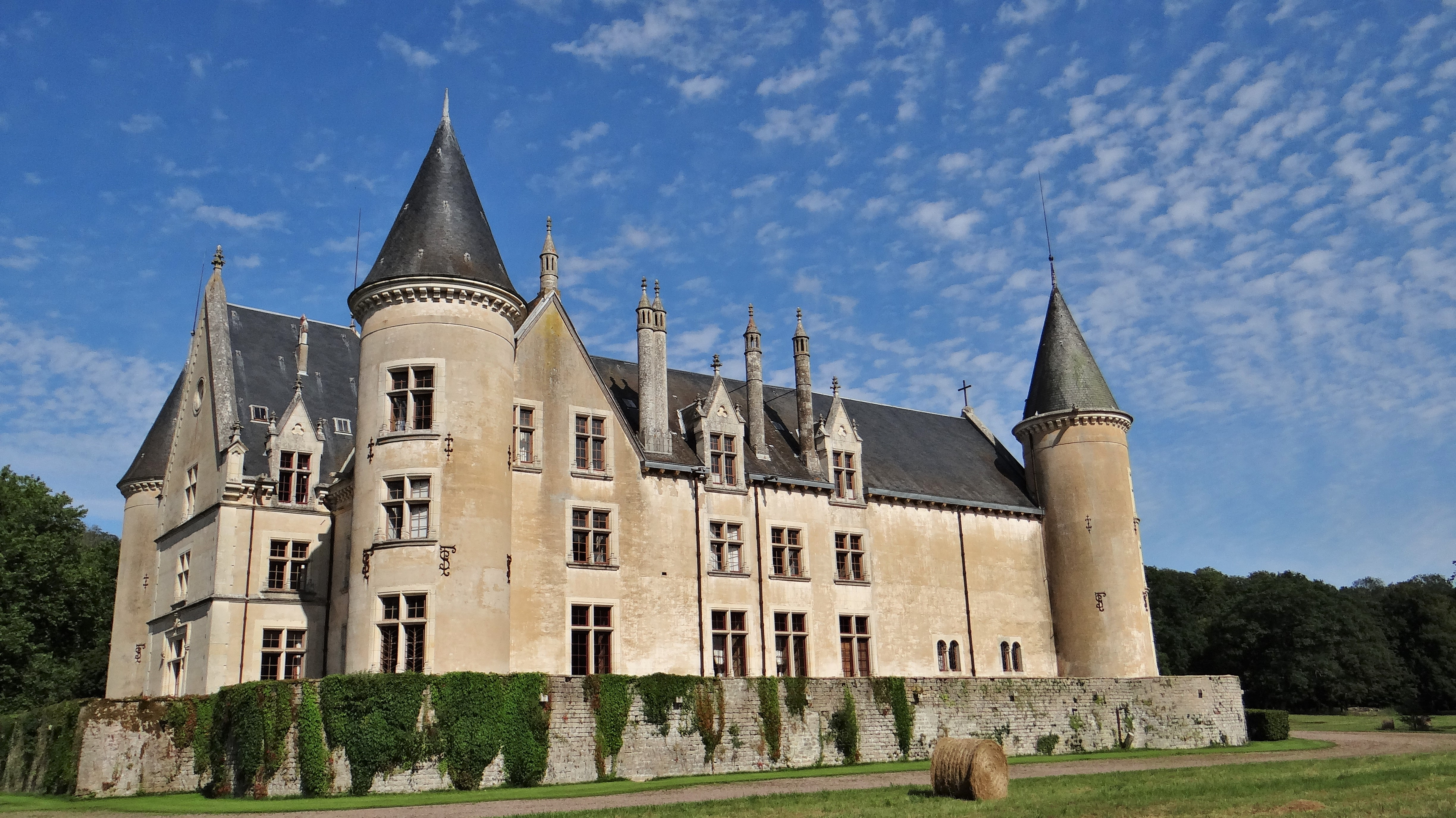
Vue de la façade sud-ouest.
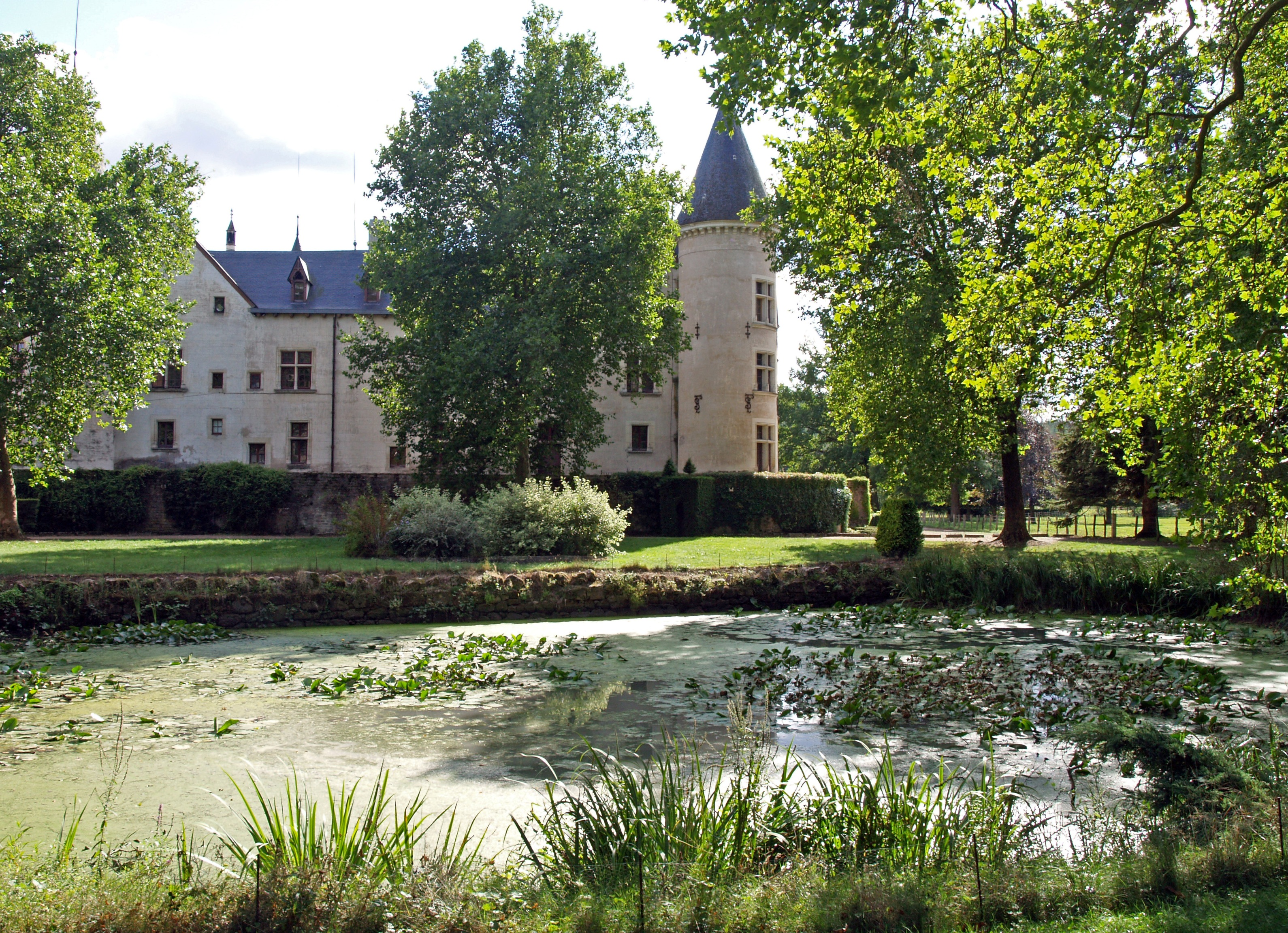
Vue de la façade nord-est.
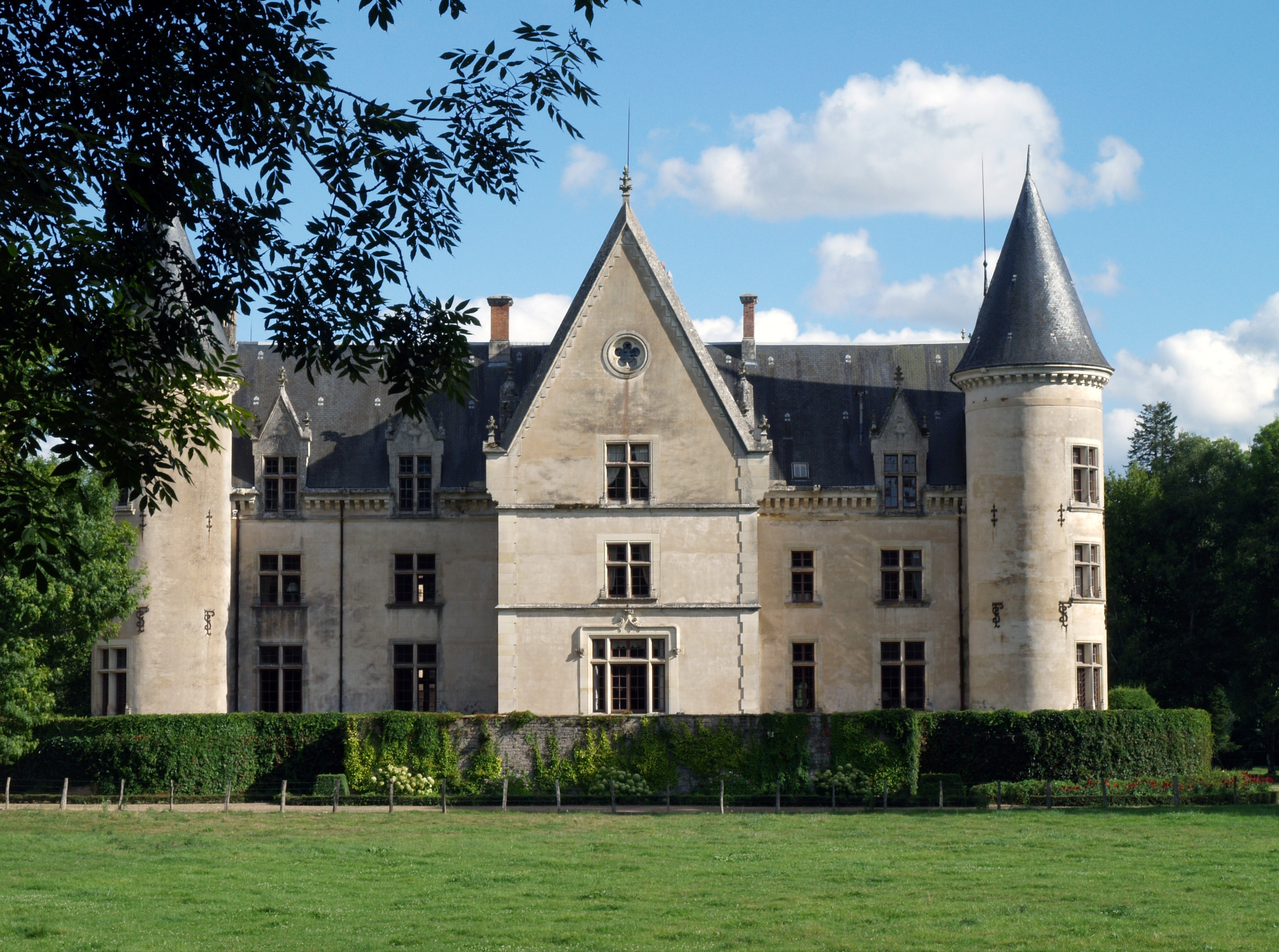
Vue de la façade arrière.
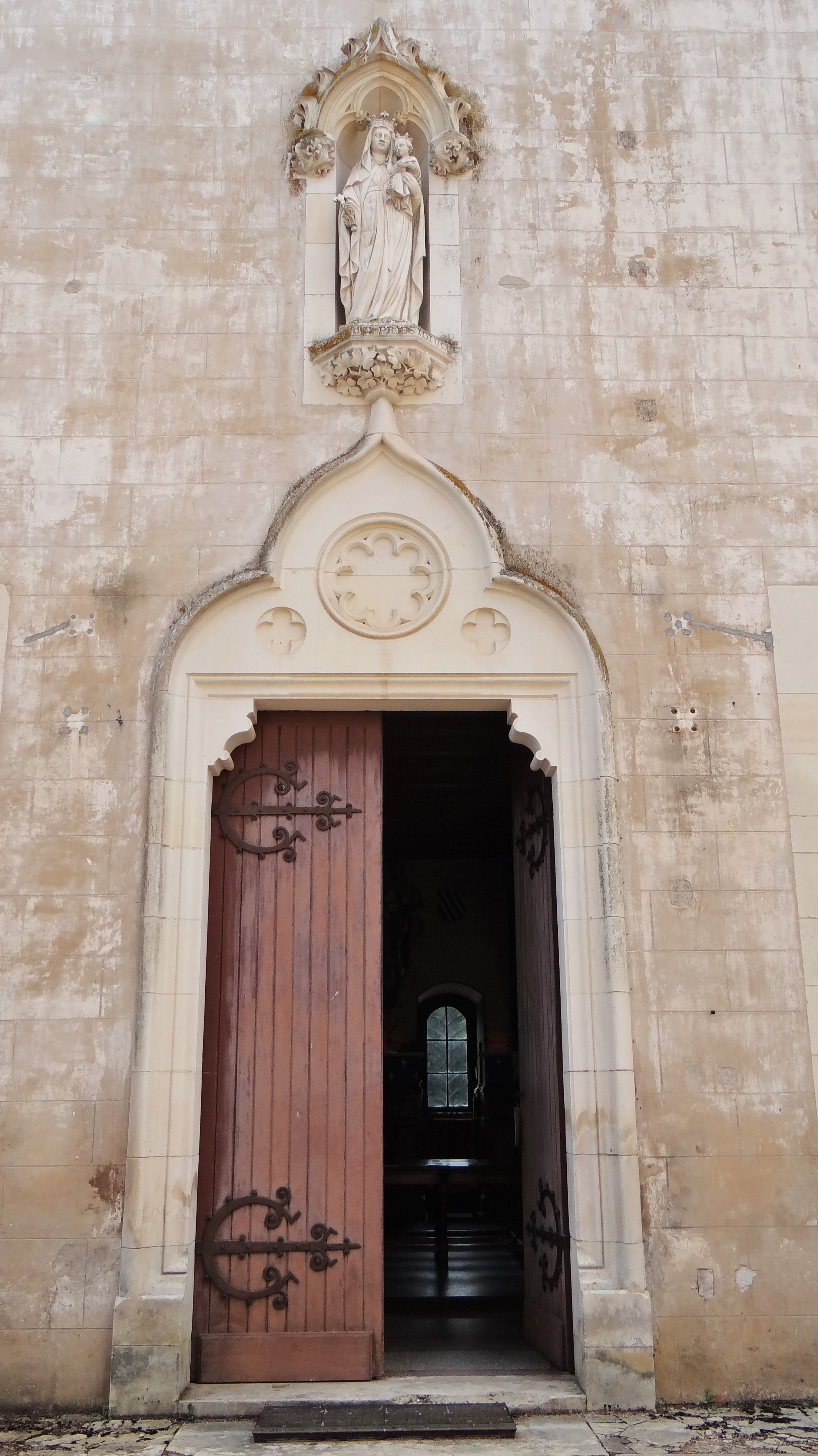
Entrée de la salle des gardes.
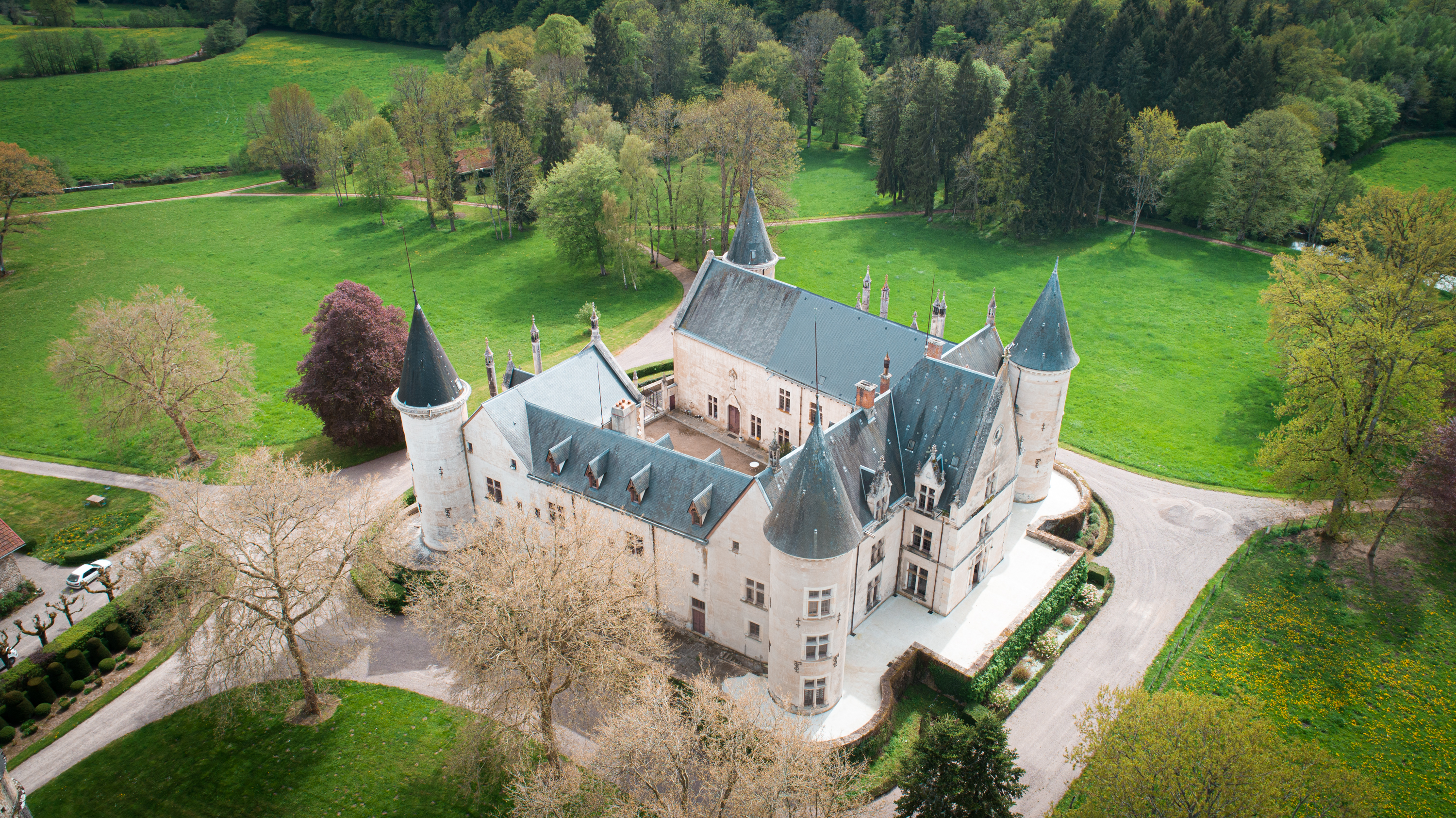
Vue aérienne du château de Bourbilly